# Marató de Chicago

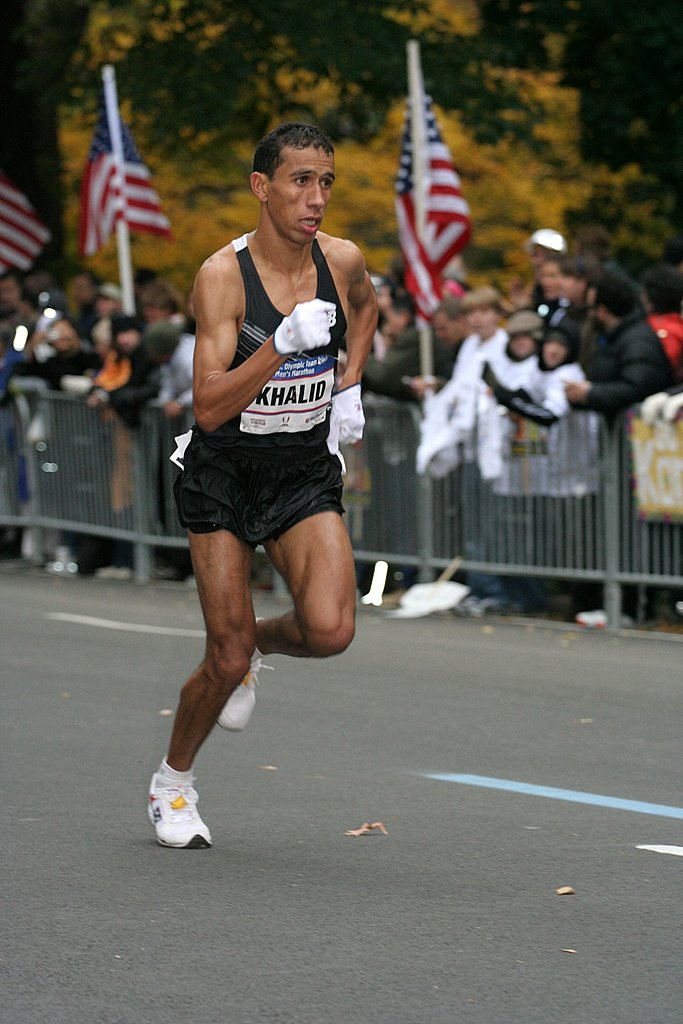
Khalid Khannouchi ha guanyat quatre vegades la Marató de Chicago.

La Marató de Chicago és una prova de marató que se celebra anualment a Chicago, Illinois, Estats Units. Aquesta competició és una de les sis Grans Maratons del Món (World Marathon Majors), competició internacional que agrupa les sis maratons més grans del món (Nova York, Boston, Berlín, Londres i Tòquio, a més de la de Chicago). És una marató "Etiqueta d'or (Gold Label)" de la IAAF. La Marató de Chicago és la quarta cursa amb més participants en tot el món.

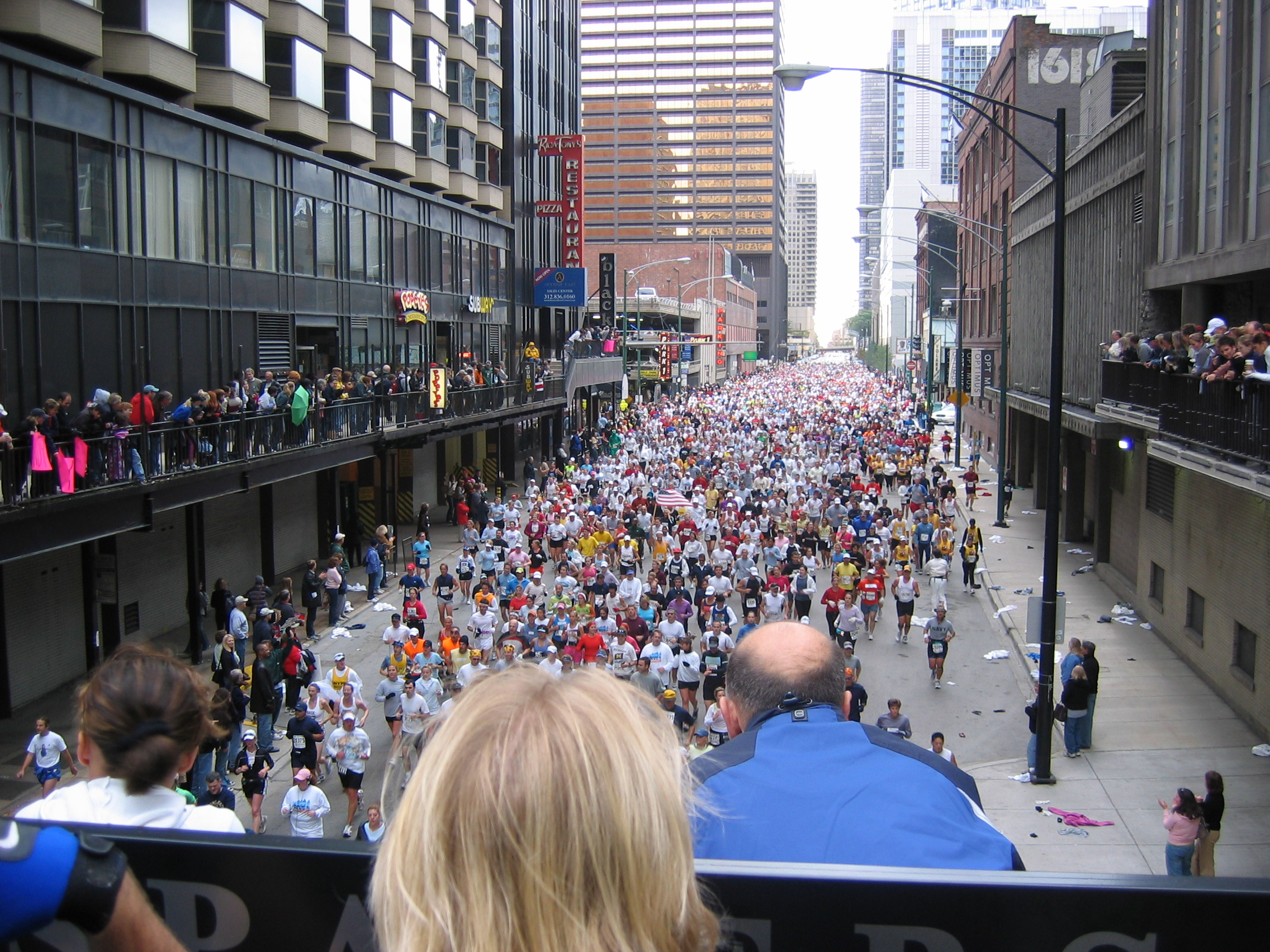
La Marató de Chicago l'any 2005 a Grand Avenue, passant sota Michigan Avenue.

## Palmarès
| ^ Rècord del món |

| Data             | Guanyador homes     | País         | Temps    | Guanyadora dones   | País         | Temps    |
| ---------------- | ------------------- | ------------ | -------- | ------------------ | ------------ | -------- |
| 25 setembre 1977 | Dan Cloeter         | Estats Units | 2:17:52  | Dorothy Doolittle  | Estats Units | 2:50:47  |
| 24 setembre 1978 | Mark Stanforth      | Estats Units | 2:19:20  | Lynae Larson       | Estats Units | 2:59:25  |
| 21 octubre 1979  | Dan Cloeter         | Estats Units | 2:23:20  | Laura Michalek     | Estats Units | 3:15:45  |
| 28 setembre 1980 | Frank Richardson    | Estats Units | 2:14:04  | Sue Peterson       | Estats Units | 2:45:03  |
| 27 setembre 1981 | Phil Coppess        | Estats Units | 2:16:13  | Tina Gandy         | Estats Units | 2:49:39  |
| 26 setembre 1982 | Greg Meyer          | Estats Units | 2:10:59  | Nancy Conz         | Estats Units | 2:33:23  |
| 16 octubre 1983  | Joseph Nzau         | Kenya        | 2:09:44  | Rosa Mota          | Portugal     | 2:31:12  |
| 21 octubre 1984  | Steve Jones         | Regne Unit   | 2:08:05^ | Rosa Mota          | Portugal     | 2:26:01  |
| 20 octubre 1985  | Steve Jones         | Regne Unit   | 2:07:13  | Joan Benoit        | Estats Units | 2:21:21  |
| 26 octubre 1986  | Toshihiko Seko      | Japó         | 2:08:27  | Ingrid Kristiansen | Noruega      | 2:27:08  |
| 25 octubre 1987  | —                   | —            | —        | —                  | —            | —        |
| 30 octubre 1988  | Alejandro Cruz      | Mèxic        | 2:08:57  | Lisa Weidenbach    | Estats Units | 2:29:17  |
| 29 octubre 1989  | Paul Davies-Hale    | Regne Unit   | 2:11:25  | Lisa Weidenbach    | Estats Units | 2:28:15  |
| 28 octubre 1990  | Martín Pitayo       | Mèxic        | 2:09:41  | Aurora Cunha       | Portugal     | 2:30:11  |
| 27 octubre 1991  | Joseildo Rocha      | Brasil       | 2:14:33  | Midde Hamrin       | Suècia       | 2:36:21  |
| 25 octubre 1992  | José Cesar de Souza | Brasil       | 2:16:14  | Linda Somers       | Estats Units | 2:37:41  |
| 31 octubre 1993  | Luíz Antônio        | Brasil       | 2:13:14  | Ritva Lemettinen   | Finlàndia    | 2:33:18  |
| 30 octubre 1994  | Luíz Antônio        | Brasil       | 2:11:16  | Kristy Johnston    | Estats Units | 2:31:34  |
| 15 octubre 1995  | Eamonn Martin       | Regne Unit   | 2:11:18  | Ritva Lemettinen   | Finlàndia    | 2:28:27  |
| 20 octubre 1996  | Paul Evans          | Regne Unit   | 2:08:52  | Marian Sutton      | Regne Unit   | 2:30:41  |
| 19 octubre 1997  | Khalid Khannouchi   | Marroc       | 2:07:10  | Marian Sutton      | Regne Unit   | 2:29:03  |
| 11 octubre 1998  | Ondoro Osoro        | Kenya        | 2:06:54  | Joyce Chepchumba   | Kenya        | 2:23:57  |
| 24 octubre 1999  | Khalid Khannouchi   | Marroc       | 2:05:42^ | Joyce Chepchumba   | Kenya        | 2:25:59  |
| 22 octubre 2000  | Khalid Khannouchi   | Estats Units | 2:07:01  | Catherine Ndereba  | Kenya        | 2:21:33  |
| 7 octubre 2001   | Ben Kimondiu        | Kenya        | 2:08:52  | Catherine Ndereba  | Kenya        | 2:18:47^ |
| 13 octubre 2002  | Khalid Khannouchi   | Estats Units | 2:05:56  | Paula Radcliffe    | Regne Unit   | 2:17:18^ |
| 12 octubre 2003  | Evans Rutto         | Kenya        | 2:05:50  | Svetlana Zakharova | Rússia       | 2:23:07  |
| 10 octubre 2004  | Evans Rutto         | Kenya        | 2:06:16  | Constantina Diță   | Romania      | 2:23:45  |
| 9 octubre 2005   | Felix Limo          | Kenya        | 2:07:02  | Deena Kastor       | Estats Units | 2:21:25  |
| 22 octubre 2006  | Robert Cheruiyot    | Kenya        | 2:07:35  | Berhane Adere      | Etiòpia      | 2:20:42  |
| 7 octubre 2007   | Patrick Ivuti       | Kenya        | 2:11:11  | Berhane Adere      | Etiòpia      | 2:33:49  |
| 12 octubre 2008  | Evans Cheruiyot     | Kenya        | 2:06:25  | Lidiya Grigoryeva  | Rússia       | 2:27:17  |
| 11 octubre 2009  | Samuel Wanjiru      | Kenya        | 2:05:41  | Irina Mikitenko    | Alemanya     | 2:26:31  |
| 10 octubre 2010  | Samuel Wanjiru      | Kenya        | 2:06:23  | Atsede Baysa       | Etiòpia      | 2:23:40  |
| 9 octubre 2011   | Moses Mosop         | Kenya        | 2:05:37  | Ejegayehu Dibaba   | Etiòpia      | 2:22:09  |
| 7 octubre 2012   | Tsegaye Kebede      | Etiòpia      | 2:04:38  | Atsede Baysa       | Etiòpia      | 2:22:03  |
| 13 octubre 2013  | Dennis Kimetto      | Kenya        | 2:03:45  | Rita Jeptoo        | Kenya        | 2:19:57  |
| 12 octubre 2014  | Eliud Kipchoge      | Kenya        | 2:04:11  | Mare Dibaba        | Etiòpia      | 2:25:37  |
| 11 octubre 2015  | Dickson Chumba      | Kenya        | 2:09:25  | Florence Kiplagat  | Kenya        | 2:23:33  |
| 9 octubre 2016   | Abel Kirui          | Kenya        | 2:11:23  | Florence Kiplagat  | Kenya        | 2:21:32  |
| 8 octubre 2017   | Galen Rupp          | Estats Units | 2:09:20  | Tirunesh Dibaba    | Etiòpia      | 2:18:31  |

Notes:
2009–11: Liliya Shobukhova va acabar en primer lloc els tres anys però va ser desqualificada i els seus rècords eliminats perquè va donar positiu en un control de drogues. La seva sanció es va anunciar el 2014.
2014: Rita Jeptoo va acabar en primer lloc, va donar positiu per EPO en un control fora de la competició el 25 de setembre de 2014. Els resultats van ser confirmats el 20 de desembre de 2014, i la suspensió per dos anys es va fer amb caràcter retroactiu a la data del control, que era anterior a la Marató de Chicago, el 30 de gener de 2015.

## Resum per països
| País         | Homes guanyadors | Dones guanyadores | Total |
| ------------ | ---------------- | ----------------- | ----- |
| Kenya        | 16               | 7                 | 23    |
| Estats Units | 9                | 12                | 21    |
| Regne Unit   | 5                | 3                 | 8     |
| Etiòpia      | 1                | 7                 | 8     |
| Brasil       | 4                | 0                 | 4     |
| Portugal     | 0                | 3                 | 3     |
| Mèxic        | 2                | 0                 | 2     |
| Finlàndia    | 0                | 2                 | 2     |
| Rússia       | 0                | 2                 | 2     |
| Marroc       | 2                | 0                 | 2     |
| Japó         | 1                | 0                 | 1     |
| Noruega      | 0                | 1                 | 1     |
| Romania      | 0                | 1                 | 1     |
| Suècia       | 0                | 1                 | 1     |
| Alemanya     | 0                | 1                 | 1     |